# Острів фараонів
Фараонів острів (араб. جزيرة فرعون острів Фараонів) — невеликий скелястий острів в затоці Акаба.

## Географія
Розташований східніше Синайського півострова поблизу Аравійського. Острів розташований всього за 8 км південніше Таби.

## Історія
Острів здавна був точкою на торгових шляхах. Перші відомості датуються часом царя Тиру Хірама Великого.
В XII столітті хрестоносці для захисту маршруту між Каїром і Дамаском і сусіднього міста Акаба побудували цитадель на невеликому острові, який вони назвали Іль-де-Грай, в арабських літописах згадується як Айла (сьогодні материкова Айла — історична частина Акаби). Однак, незабаром вони залишили острів. В грудні 1170 року Саладін захопив острів і, реконструювавши фортецю, розмістив свій гарнізон. В листопаді 1181 року Рено де Шатійон атакував острів, пізніше встановивши морську блокаду проти мусульман, що тривала до початку 1183 року. У блокаді брали участь всього два кораблі, але вона не принесла успіхів.
Пізніше на острові розташовувалася рибацьке село, а на початку XIV століття у фортеці розташовувалися вищі чини мамлюків, пізніше перебралися в Акабу.

## Туризм
З міст Таба і Акаба регулярно ходять кораблі, що доставляють туристів. Крім старовинної фортеці, Фараонів острів привертає дайверів своїм кораловим рифом. Після подій Арабської весни через ситуацію в країні, потік туристів знизився і на острів.
28 липня 2003 року острів з фортецею внесені до попереднього списку ЮНЕСКО, але статус об'єкта Всесвітньої спадщини поки не присвоєно.